# Silveira Martins (rebocador)
Silveira Martins é um rebocador a vapor construído na Holanda em 1909.

## História
O nome do navio é uma homenagem ao magistrado e político brasileiro Gaspar da Silveira Martins (1835-1901).
Colocado em serviço no Brasil, operou até a década de 1990 quando foi desativado.

## Museu
Foi disponibilizado para licitação e venda. Nesta ocasião graças à iniciativa do professor Paulo Renato Baptista foi criado um movimento para retirá-lo do leilão, e de um possível sucateamento e transformá-lo em museu.
Posteriormente, para dar institucionalidade ao movimento, foi fundada a Sociedade Museu Marítimo de Pelotas (SoMMar) e assinado um convênio com a Superintendencia de Portos e Hidrovias (SPH) do governo do Rio Grande do Sul com o objetivo de recuperar a embarcação e torná-la um museu. A não colocação, da embarcação em terra, conforme estabelecida no convênio, em condições de serem efetuadas obras, trouxe um obstáculo de grande monta à evolução do projeto. A única tentativa feita neste sentido por parte da SPH, resultou inconclusa pois a embarcação ficou encalhada e, para tornar a situação ainda mais difícil, adernada. Posteriormente, com recursos próprios, a SoMMar contratou uma empresa para aprumar o rebocador mas sem contrapartida oficial estes esforços ficaram suspensos no aguardo de uma nova conjuntura política. Em 2011 a SPH, anunciou que deve colocar novamente o rebocador a leilão.